# Discographie de Damso
La discographie du rappeur belge Damso comprend six albums studio, vingt-trois singles, de nombreuses collaborations et clips vidéo. Durant sa carrière, Damso a obtenu de nombreux disques de certification.

## Albums

### Albums studio
| Titre           | Détails de l'album | Meilleure position | Meilleure position | Meilleure position | Meilleure position | Meilleure position | Meilleure position | Ventes                                                     | Certifications                                                |  |
| Titre           | Détails de l'album | FRA                | WAL                | FLA                | SUI                | ROM                | CAN                | Ventes                                                     | Certifications                                                |  |
| --------------- | --- | ------------------ | ------------------ | ------------------ | ------------------ | ------------------ | ------------------ | ---------------------------------------------------------- | ------------------------------------------------------------- |  |
| Batterie faible | - Sortie : 8 juillet 2016 - Label : 92i, Capitol, Universal - Format : CD, téléchargement                                           | 8                  | 2                  | 195                | 19                 | 6                  | —                  | - France : 300 000                                         | - France : 3 × Platine - Belgique : Platine                   |  |
| Ipséité         | - Sortie : 28 avril 2017 - Label : 92i, Capitol, Universal - Format : CD, téléchargement                                            | 1                  | 1                  | 73                 | 5                  | 2                  | —                  | - France : 1 000 000 - Belgique : 30 000 - Suisse : 10 000 | - France : 2 × Diamant - Belgique : 3 × Platine - Suisse : Or |  |
| Lithopédion     | - Sortie : 15 juin 2018 - Label : 92i, Capitol, Universal - Format : CD, téléchargement                                             | 1                  | 1                  | 11                 | 1                  | 1                  | 64                 | - France : 500 000 - Belgique : 10 000                     | - France : Diamant - Belgique : 2 × Platine                   |  |
| QALF            | - Sortie : 18 septembre 2020 (réédition le 29 avril 2021) - Label : Trente-quatre Centimes, Universal - Format : CD, téléchargement | 1                  | 1                  | 2                  | 3                  | 9                  | 36                 | - France : 500 000 - Belgique : 10 000                     | - France : Diamant - Belgique : 3 × Platine                   |  |
| J'AI MENTI.     | - Sortie : 15 novembre 2024 - Label : Trente-quatre Centimes, Universal - Format : CD, téléchargement                               | 2                  | 1                  | 15                 | 2                  | -                  | -                  | - France : 50 000                                          | - France : Or                                                 |  |
| BĒYĀH           | - Sortie : 30 mai 2025 - Label : Trente-quatre Centimes - Format : CD, téléchargement                                               | 1                  | 1                  | 1                  | 2                  | -                  | 58                 | France : 90 000                                            | France : Or                                                   |  |

### Compilation
| Titre     | Détails de la compilation | Meilleure position | Meilleure position | Meilleure position | Meilleure position | Meilleure position | Meilleure position |
| Titre     | Détails de la compilation | FRA                | WAL                | FLA                | SUI                | ROM                | CAN                |
| --------- | --- | ------------------ | ------------------ | ------------------ | ------------------ | ------------------ | ------------------ |
| Intégrale | - Sortie : 14 décembre 2018 - Label : 92i, Capitol, Universal - Format : Vinyle - Composition: Contient des titres provenant des albums Batterie Faible, Ipséité et Lithopédion | —                  | 172                | —                  | —                  | —                  | —                  |

## Chansons

### Morceaux de Damso

#### Singles
| 2016                                                                | BruxellesVie                       | 101 | —  | —  | —   | —  | - France : Diamant                          | Batterie faible     |  |
| 2016                                                                | Paris c'est loin (featuring Booba) | 4   | 26 | —  | —   | —  | - France : Diamant                          | —                   |  |
| 2017                                                                | N. J Respect R                     | 11  | —  | —  | —   | —  | - France : Diamant                          | Ipséité             |  |
| 2017                                                                | Α. Nwaar Is The New Black          | 2   | 8  | —  | 56  | —  | - France : Diamant                          | Ipséité             |  |
| 2017                                                                | Θ. Macarena                        | 2   | 5  | 23 | 45  | —  | - France : Diamant - Belgique : 3 × Platine | Ipséité             |  |
| 2017                                                                | Tueurs                             | 15  | 10 | —  | 63  | —  | - France : Diamant                          | B.O. du film Tueurs |  |
| 2018                                                                | Γ. Mosaïque Solitaire              | 6   | —  | —  | —   | —  | - France : Diamant                          | Ipséité             |  |
| 2018                                                                | Mort                               | 50  | —  | —  | —   | —  | - France : Or                               | —                   |  |
| 2018                                                                | Mucho Dinero                       | 59  | —  | —  | —   | —  | —                                           | —                   |  |
| 2018                                                                | TieksVie                           | 21  | —  | —  | —   | —  | - France : Platine                          | —                   |  |
| 2018                                                                | Smeagol                            | 48  | —  | —  | —   | —  | —                                           | —                   |  |
| 2018                                                                | CQFD                               | 26  | 42 | —  | —   | —  | - France : Or                               | —                   |  |
| 2018                                                                | Fais-moi un vie                    | 15  | 48 | —  | 100 | —  | - France : Or                               | —                   |  |
| 2018                                                                | Ipséité                            | 1   | 2  | —  | 26  | 14 | - France : Diamant                          | Lithopédion         |  |
| 2018                                                                | Smog                               | 1   | 1  | 31 | 21  | —  | - France : Diamant                          | Lithopédion         |  |
| 2018                                                                | Julien                             | 4   | 5  | —  | —   | —  | - France : Platine                          | Lithopédion         |  |
| 2018                                                                | Humains                            | —   | —  | —  | —   | —  | - France : Or                               | Lithopédion         |  |
| 2018                                                                | Feu de bois                        | 2   | 32 | —  | 30  | —  | - France : Diamant - Belgique : Or          | Lithopédion         |  |
| 2020                                                                | Œveillé                            | 9   | 18 | —  | 77  | —  | - France : Or                               | —                   |  |
| 2020                                                                | BXL ZOO (featuring Hamza)          | 3   | 1  | —  | 16  | —  | - France : Diamant - Belgique : Or          | QALF                |  |
| 2020                                                                | 911                                | 8   | 38 | —  | —   | —  | - France : Diamant                          | QALF                |  |
| 2021                                                                | J'avais juste envie d'écrire       | 25  | 49 | —  | —   | —  | - France : Or                               | —                   |  |
| 2021                                                                | Σ. MOROSE                          | 1   | 1  | 15 | 9   | —  | - France : Diamant - Belgique : Platine     | QALF Infinity       |  |
| 2022                                                                | Cœur de pirate                     | 9   | 19 | —  | —   | —  | - France : Platine - Belgique : Or          | —                   |  |
| 2024                                                                | CHROME                             | —   | —  | —  | —   | —  | —                                           | J'ai menti          |  |
| « — » indique que le single n'est pas sorti ou classé dans le pays. |                                    |     |    |    |     |    |                                             |                     |  |

#### Autres chansons classées ou certifiées
| 2016                                                                   | Périscope                                        | —   | 35 | —  | —  | - France : Platine                 | Batterie faible |
| 2016                                                                   | Débrouillard                                     | 187 | —  | —  | —  | - France : Platine                 | Batterie faible |
| 2016                                                                   | Exutoire                                         | —   | —  | —  | —  | - France : Or                      | Batterie faible |
| 2016                                                                   | Quotidien de baisé                               | —   | —  | —  | —  | - France : Or                      | Batterie faible |
| 2016                                                                   | Sombre                                           | —   | —  | —  | —  | —                                  | Batterie faible |
| 2016                                                                   | Quedelavie                                       | —   | —  | —  | —  | - France : Or                      | Batterie faible |
| 2016                                                                   | Amnésie                                          | 68  | 12 | —  | —  | - France : Platine                 | Batterie faible |
| 2016                                                                   | Graine de sablier                                | —   | —  | —  | —  | - France : Platine                 | Batterie faible |
| 2016                                                                   | Beautiful                                        | —   | —  | —  | —  | - France : Or                      | Batterie faible |
| 2016                                                                   | Autotune                                         | —   | —  | —  | —  | - France : Diamant                 | Batterie faible |
| 2016                                                                   | Monde                                            | —   | —  | —  | —  | - France : Or                      | Batterie faible |
| 2017                                                                   | B. #QuedusaalVie                                 | 5   | —  | —  | —  | - France : Diamant                 | Ipséité         |
| 2017                                                                   | Δ. Dieu ne ment jamais                           | 9   | —  | —  | —  | - France : Diamant                 | Ipséité         |
| 2017                                                                   | Ε. Signaler                                      | 5   | —  | —  | 62 | - France : Diamant                 | Ipséité         |
| 2017                                                                   | Ζ. Kiétu                                         | 8   | —  | —  | —  | - France : Diamant                 | Ipséité         |
| 2017                                                                   | Η. Gova                                          | 13  | —  | —  | —  | - France : Platine                 | Ipséité         |
| 2017                                                                   | Κ. Kin la belle                                  | 14  | —  | —  | —  | - France : Platine                 | Ipséité         |
| 2017                                                                   | Λ. Lové                                          | 15  | —  | 33 | —  | - France : Diamant                 | Ipséité         |
| 2017                                                                   | I. Peur d'être père                              | 17  | —  | —  | —  | - France : Or                      | Ipséité         |
| 2017                                                                   | Μ. Noob Saibot                                   | 19  | —  | —  | —  | - France : Or                      | Ipséité         |
| 2017                                                                   | Ξ. Une âme pour deux                             | 22  | —  | —  | —  | - France : Or                      | Ipséité         |
| 2018                                                                   | Introduction                                     | 11  | —  | —  | —  | - France : Or                      | Lithopédion     |
| 2018                                                                   | Festival de rêves                                | 9   | —  | —  | —  | - France : Or                      | Lithopédion     |
| 2018                                                                   | Baltringue                                       | 7   | —  | —  | —  | - France : Platine                 | Lithopédion     |
| 2018                                                                   | Silence (featuring Angèle)                       | 3   | —  | —  | 48 | - France : Diamant                 | Lithopédion     |
| 2018                                                                   | Même issue                                       | 10  | —  | —  | —  | - France : Or                      | Lithopédion     |
| 2018                                                                   | 60 années                                        | 5   | —  | —  | —  | - France : Diamant                 | Lithopédion     |
| 2018                                                                   | Aux paradis                                      | 13  | —  | —  | —  | - France : Or                      | Lithopédion     |
| 2018                                                                   | Dix leurres                                      | 8   | —  | —  | —  | - France : Platine                 | Lithopédion     |
| 2018                                                                   | NMI                                              | 17  | —  | —  | —  | - France : Or                      | Lithopédion     |
| 2018                                                                   | Perplexe                                         | 15  | —  | —  | —  | - France : Or                      | Lithopédion     |
| 2018                                                                   | Tard la night                                    | 23  | —  | —  | —  | - France : Or                      | Lithopédion     |
| 2018                                                                   | Noir meilleur                                    | 19  | —  | —  | —  | - France : Or                      | Lithopédion     |
| 2018                                                                   | William                                          | 14  | —  | —  | —  | - France : Or                      | Lithopédion     |
| 2020                                                                   | MEVTR                                            | 7   | —  | —  | —  | - France : Or                      | QALF            |
| 2020                                                                   | LIFE LIFE                                        | 5   | —  | —  | 22 | - France : Platine                 | QALF            |
| 2020                                                                   | DEUX TOILES DE MER                               | 2   | —  | —  | 9  | - France : Diamant                 | QALF            |
| 2020                                                                   | SENTIMENTAL                                      | 9   | —  | —  | —  | - France : Platine                 | QALF            |
| 2020                                                                   | THE VIE RADIO (Interlude)                        | 23  | —  | —  | —  | —                                  | QALF            |
| 2020                                                                   | COEUR EN MIETTES (featuring Lous and The Yakuza) | 6   | —  | —  | —  | - France : Diamant                 | QALF            |
| 2020                                                                   | POUR L'ARGENT                                    | 14  | —  | —  | —  | - France : Or                      | QALF            |
| 2020                                                                   | BPM                                              | 10  | —  | —  | —  | - France : Platine                 | QALF            |
| 2020                                                                   | D'JA ROULÉ                                       | 11  | —  | —  | —  | - France : Or                      | QALF            |
| 2020                                                                   | FAIS ÇA BIEN (featuring Fally Ipupa)             | 17  | —  | —  | —  | - France : Or                      | QALF            |
| 2020                                                                   | ROSE MARTHE'S LOVE                               | 15  | —  | —  | —  | - France : Or                      | QALF            |
| 2020                                                                   | INTRO                                            | 16  | —  | —  | —  | - France : Or                      | QALF            |
| 2021                                                                   | O. OG                                            | 13  | —  | —  | —  | - France : Or                      | QALF Infinity   |
| 2021                                                                   | Π. VANTABLACK                                    | 3   | —  | —  | 26 | - France : Platine - Belgique : Or | QALF Infinity   |
| 2021                                                                   | P. DOSE                                          | 7   | —  | —  | —  | - France : Or                      | QALF Infinity   |
| 2021                                                                   | T. CHIALER (featuring YG Pablo)                  | 8   | —  | —  | —  | - France : Or                      | QALF Infinity   |
| 2021                                                                   | Y. 2 DIAMANTS                                    | 4   | —  | —  | 35 | - France : Platine - Belgique : Or | QALF Infinity   |
| 2021                                                                   | Φ. THEVIE RADIO                                  | 10  | —  | —  | —  | - France : Or                      | QALF Infinity   |
| 2021                                                                   | X. ZWAAR                                         | 16  | —  | —  | —  | —                                  | QALF Infinity   |
| 2021                                                                   | Ψ. PASSION                                       | 12  | —  | —  | —  | - France : Or                      | QALF Infinity   |
| 2021                                                                   | Ω. VIVRE UN PEU                                  | 15  | —  | —  | —  | - France : Or                      | QALF Infinity   |
| 2021                                                                   | YOUVOI                                           | 20  | —  | —  | —  | - France : Or                      | QALF Infinity   |
| « — » indique que la chanson n'est pas sortie ou classée dans le pays. |                                                  |     |    |    |    |                                    |                 |

### Collaborations

#### Singles en collaboration
| 2017                                                                | Mobali (de Siboy featuring Damso et Benash)    | 10  | 6   | —  | —  | —  | —  | —  | —  | - France : Diamant                                 | Spécial                |
| 2017                                                                | Mwaka Moon (de Kalash featuring Damso)         | 1   | 1   | 10 | 25 | 19 | 19 | 26 | 67 | - France : Diamant - Belgique : Or - Allemagne: Or | Mwaka Moon             |
| 2018                                                                | Rêves bizarres (d'Orelsan featuring Damso)     | 1   | 1   | —  | 15 | 12 | —  | —  | —  | - France : Diamant                                 | La fête est finie      |
| 2018                                                                | RVRE (de 404Billy featuring Damso)             | 101 | 14  | —  | —  | —  | —  | —  | —  | —                                                  | Process                |
| 2019                                                                | Tricheur (de Nekfeu featuring Damso)           | 1   | 1   | 44 | 12 | —  | —  | —  | —  | - France : Diamant - Belgique : Or                 | Les Étoiles vagabondes |
| 2019                                                                | ParoVie (de D.A.V featuring Damso)             | 130 | 19  | —  | —  | —  | —  | —  | —  | —                                                  | Divergence             |
| 2019                                                                | Personne (de Vegedream featuring Damso)        | 36  | 19  | —  | —  | —  | —  | —  | —  | - France : Or                                      | Ategban                |
| 2019                                                                | JTC (de Kalash featuring Damso)                | 16  | 46  | —  | —  | —  | —  | —  | —  | - France : Or                                      | Diamond Rock           |
| 2019                                                                | Praliné (de Kalash featuring Damso)            | 65  | 34  | —  | —  | —  | —  | —  | —  | —                                                  | Diamond Rock           |
| 2019                                                                | Soliterrien (de Ikaz Boi featuring Damso)      | 29  | 24  | —  | —  | —  | —  | —  | —  | - France : Or                                      | Brutal 2               |
| 2019                                                                | God bless (de Hamza featuring Damso)           | 8   | 10  | 35 | 75 | —  | —  | —  | —  | - France : Diamant                                 | Santa Sauce 2          |
| 2020                                                                | Best (de Innoss'B featuring Damso)             | —   | —   | —  | —  | —  | —  | —  | —  | —                                                  | —                      |
| 2020                                                                | But en or (de Kalash Criminel featuring Damso) | 10  | 34  | —  | 92 | —  | —  | —  | —  | - France : Or                                      | Sélection naturelle    |
| 2021                                                                | Du mal à te dire (de Dinos featuring Damso)    | 16  | —   | —  | —  | —  | —  | —  | —  | - France : Diamant                                 | Stamina, memento       |
| 2021                                                                | Démons (de Angèle featuring Damso)             | 5   | 2   | —  | 31 | —  | —  | —  | —  | - France : Diamant - Belgique : 2 × Platine        | Nonante-Cinq           |
| 2022                                                                | Dégaine (de Aya Nakamura featuring Damso)      | 1   | 15  | —  | 19 | —  | —  | —  | —  | - France : Diamant                                 | —                      |
| 2022                                                                | Rencontre (de Disiz featuring Damso)           | 1   | 21  | —  | 47 | —  | —  | —  | —  | - France : Diamant - Belgique : Or                 | L'Amour                |
| 2022                                                                | I Love You (de Kalash featuring Damso)         | 32  | —   | —  | —  | —  | —  | —  | —  | —                                                  | Tombolo                |
| 2022                                                                | Malpolis (de Kalash featuring Damso)           | 6   | 27  | —  | 48 | —  | —  | —  | —  | - France : Or                                      | Tombolo                |
| 2022                                                                | Lubie (de Lous and The Yakuza featuring Damso) | —   | —   | —  | —  | —  | —  | —  | —  | —                                                  | IOTA                   |
| 2023                                                                | Nocif (de Hamza featuring Damso)               | 1   | 2   | —  | 14 | —  | —  | —  | —  | - France : Diamant                                 | Sincèrement            |
| 2023                                                                | Cœur de Ice (de Zola featuring Damso)          | 1   | 2   | —  | 7  | —  | —  | —  | —  | - France : Platine                                 | Diamant du Bled        |
| 2023                                                                | Quoi de neuf bébé (de Jok'air featuring Damso) | 1   | 2   | —  | 7  | —  | —  | —  | —  | - France : Or                                      | Melvin de Paris        |
| 2023                                                                | La Rue (de Gazo featuring Damso)               | 1   | 2   | —  | 15 | —  | —  | —  | —  | - France : Diamant                                 | —                      |
| 2024                                                                | Pyramide (de Werenoi featuring Damso)          | 1   | 2   | —  | 10 | —  | —  | —  | —  | - France : Diamant                                 | Pyramide               |
| 2024                                                                | Du feu (de Eva featuring Damso)                | 50  | 100 | —  | 65 | —  | —  | —  | —  | —                                                  | Page blanche           |
| « — » indique que le single n'est pas sorti ou classé dans le pays. |                                                |     |     |    |    |    |    |    |    |                                                    |                        |

#### Autres apparitions
| 2015                                                                   | Poséidon                                             | —   | —  | — | —  | —                  | OKLM Mixtape Vol. 1                |
| 2015                                                                   | Pinocchio (de Booba featuring Damso et Gato Da Bato) | 115 | —  | — | —  | —                  | Nero Nemesis                       |
| 2016                                                                   | Studio (Remix) (de Krisy featuring Damso)            | —   | —  | — | —  | —                  | —                                  |
| 2016                                                                   | Real (de Krisy featuring Damso)                      | —   | —  | — | —  | —                  | Parmi vous (EP)                    |
| 2016                                                                   | Slow (de Hamza featuring Damso)                      | —   | —  | — | —  | —                  | Zombie Life                        |
| 2017                                                                   | Vitrine (de Vald featuring Damso)                    | 71  | —  | — | —  | - France : Diamant | Agartha                            |
| 2017                                                                   | Ivre (de Benash featuring Shay et Damso)             | 66  | —  | — | —  | - France : Or      | CDG                                |
| 2017                                                                   | Noche (de Lacrim featuring Damso)                    | 2   | —  | — | 65 | - France : Diamant | R.I.P.R.O. Volume III              |
| 2017                                                                   | 113 (de Booba featuring Damso)                       | 3   | —  | — | 38 | - France : Platine | Trône                              |
| 2019                                                                   | Robe (de Dadju featuring Damso)                      | 31  | —  | — | —  | —                  | Poison ou Antidote                 |
| 2020                                                                   | Promo (de Ninho featuring Damso)                     | 2   | —  | — | 35 | - France : Diamant | M.I.L.S 3.0                        |
| 2021                                                                   | Étranger (de ElGrande Toto featuring Damso)          | 188 | —  | — | —  | —                  | Cameleon                           |
| 2021                                                                   | R9R-LINE (de laylow featuring Damso)                 | 4   | 25 | — | 55 | - France : Platine | L’Étrange histoire de Mr. Anderson |
| 2022                                                                   | Wanted you to know (de Selah Sue featuring Damso)    | 135 | —  | — | —  | —                  | Persona                            |
| 2022                                                                   | Fumée Epaisse (de Kobo featuring Damso)              | —   | —  | — | —  | —                  | Anagenèse                          |
| 2022                                                                   | Bodies (de Gazo featuring Damso)                     | 2   | 12 | — | 19 | - France : Platine | KMT                                |
| « — » indique que la chanson n'est pas sortie ou classée dans le pays. |                                                      |     |    |   |    |                    |                                    |

### Musiques de film
| Année | Titre de la musique | Film   | Réalisateur(s)                            |
| ----- | ------------------- | ------ | ----------------------------------------- |
| 2015  | Black               | Black  | Adil El Arbi, Bilall Fallah               |
| 2017  | Tueurs              | Tueurs | François Troukens, Jean-François Hensgens |

## Vidéographie

### Clips

#### Clips vidéo
| Année | Titre                     | Réalisateur(s)                | Album           |
| ----- | ------------------------- | ----------------------------- | --------------- |
| 2014  | EGO                       | Rock Well                     | —               |
| 2014  | Publie Partage Promo      | Rock Well                     | —               |
| 2014  | COMMENT FAIRE UN TUBE     | —                             | Salle d'attente |
| 2014  | Le talent ne suffit pas   | TREIZE                        | Salle d'attente |
| 2014  | Ma Putain (Lost Media)    | —                             | Salle d'attente |
| 2016  | Débrouillard              | Chris Macari                  | Batterie faible |
| 2016  | Quotidien De Baisé        | Treize Studios                | Batterie faible |
| 2016  | Autotune                  | NC                            | Batterie faible |
| 2016  | BruxellesVie              | James Cam'Rhum                | Batterie faible |
| 2016  | Graine de sablier         | NC                            | Batterie faible |
| 2016  | Amnésie                   | Max & Léo                     | Batterie faible |
| 2017  | Z. Kietu (Lost Media)     | Max & Léo                     | Ipséité         |
| 2017  | N. J Respect R            | Guillaume Durand              | Ipséité         |
| 2017  | Α. Nwaar Is The New Black | James Cam'Rhum                | Ipséité         |
| 2017  | Θ. Macarena               | M+F                           | Ipséité         |
| 2018  | Γ. Mosaïque Solitaire     | M+F                           | Ipséité         |
| 2018  | Smog                      | M+F                           | Lithopédion     |
| 2021  | 911                       | Adrien Wagner                 | QALF            |
| 2022  | Coeur de Pirate           | Antoine Assumani              | —               |
| 2024  | CHROME                    | Christophe Deroo              | J'AI MENTI.     |
| 2024  | Laisse-moi tranquille.    | Ady&Matt                      | J'AI MENTI.     |
| 2024  | Grand Soleil              | Fifou                         | —               |
| 2025  | Impardonnable             | Adrien Galo & Matthieu Allard | BĒYĀH           |
| 2025  | Pa Pa Paw                 | Antoine Assumani              | BĒYĀH           |

#### Apparitions vidéo
| Année | Titre                                                | Réalisateur(s)             | Album                 |
| ----- | ---------------------------------------------------- | -------------------------- | --------------------- |
| 2016  | Pinocchio (de Booba featuring Damso et Gato Da Bato) | Chris Macari               | Nero Nemesis          |
| 2017  | Vitrine (de Vald featuring Damso)                    | Kub & Cristo               | Agartha               |
| 2017  | Mobali (de Siboy featuring Damso & Benash)           | James Cam'Rhum             | Spécial               |
| 2017  | Mwaka Moon (de Kalash featuring Damso)               | Pierre Saba                | Mwaka Moon            |
| 2018  | Noche (de Lacrim featuring Damso)                    | Nicolas Noël               | R.I.P.R.O. Volume III |
| 2018  | Rêves bizarres (de Orelsan featuring Damso)          | Adrien Lagier & Ousmane Ly | La fête est finie     |
| 2018  | RVRE (de 404Billy featuring Damso)                   | Chrysleur & MDK            | Process               |
| 2019  | Personne (de Vegedream featuring Damso)              | Fabien Dufils              | Ategban               |
| 2019  | JTC / Praliné (de Kalash featuring Damso)            | PANAMÆRA                   | Diamond Rock          |
| 2019  | Soliterrien (de Ikaz Boi featuring Damso)            | Vincent Labas              | Brutal 2              |
| 2019  | God Bless (de Hamza featuring Damso)                 | PANAMÆRA                   | Santa Sauce 2         |
| 2020  | Best (de Innoss'B featuring Damso)                   | ACH'B                      | —                     |
| 2020  | But en Or (de Kalash Criminel featuring Damso)       | Felicity Ben Rejeb Price   | Sélection naturelle   |
| 2021  | Du mal à te dire (de Dinos featuring Damso)          | HUGO BEMBI                 | Stamina, memento      |
| 2021  | Démons (de Angèle featuring Damso)                   | Scotty Simper              | Nonante-Cinq          |
| 2022  | Démons Live Orchestral (de Angèle featuring Damso)   | Aelred Nils                | Nonante-Cinq          |
| 2022  | Dégaine (de Aya Nakamura featuring Damso)            | Bleu nuit                  | —                     |
| 2022  | Rencontre (de Disiz featuring Damso)                 | Yagooz                     | L'amour               |
| 2022  | Wanted You to Know (de Selah Sue featuring Damso)    | Pierre Saba-Aris           | Persona               |
| 2022  | Fumée Epaisse (de Kobo featuring Damso)              | Victor Boccard             | Anagenèse             |

### Documentaire
| Année | Titre                  | Réalisateur(s) |
| ----- | ---------------------- | -------------- |
| 2018  | Au cœur du Lithopédion | Thibaut Mitre  |